# Francisco d’Andrade

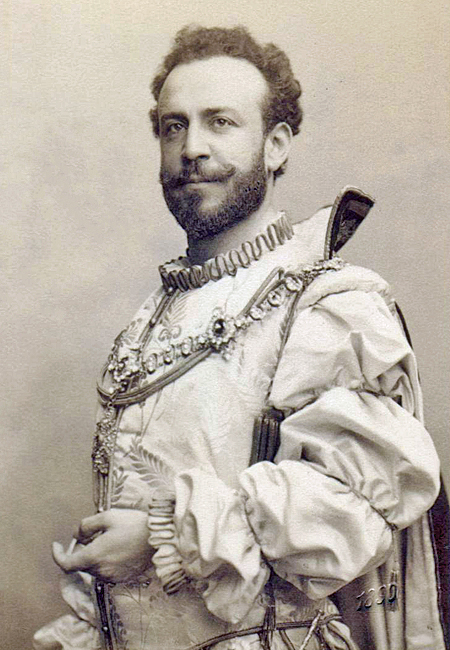
Francisco d’Andrade als Don Giovanni, um 1890

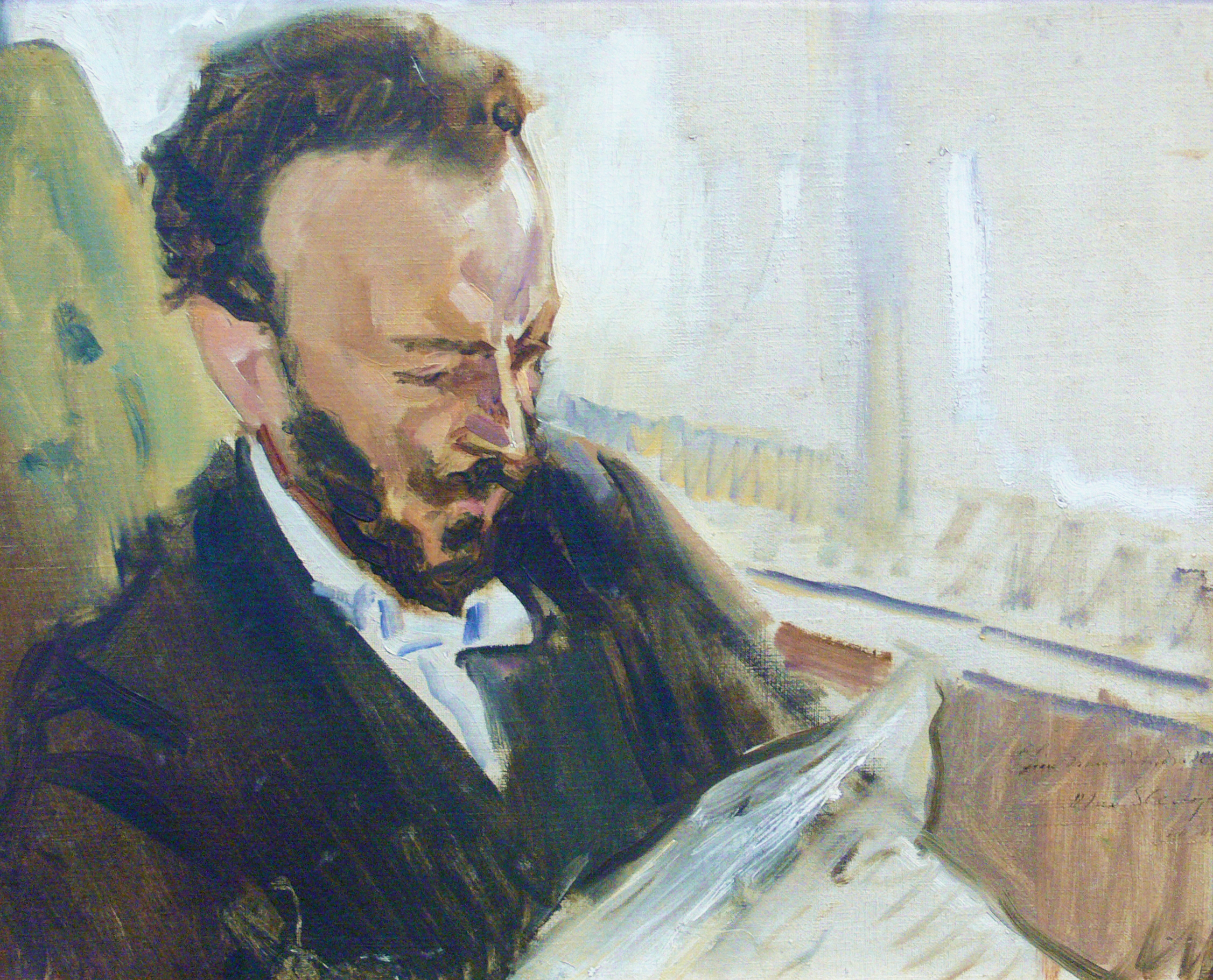
Max Slevogt: Francisco d’Andrade, Zeitung lesend, 1903

Francisco d’Andrade, auch Francesco d’Andrade (* 11. Januar 1859 in Lissabon; † 8. Februar 1921 in Berlin) war ein portugiesischer Opernsänger (Bariton).

## Leben
D’Andrade studierte zunächst Jura, ließ sich dann aber in Mailand von den Sängern Corrado Miraglia (1821–1881) und Sebastiano Ronconi (1856–1921) zum Sänger ausbilden. 1882 debütierte er in San Remo als Amonasro in Aida. Danach feierte er Erfolge in Spanien, Portugal und Italien, u. a. an der Mailänder Scala und am Teatro Costanzi in Rom. 1887 trat er in Moskau als Telramund in Wagners Lohengrin auf, neben der Rolle des Wolfram im Tannhäuser die einzige Wagnerpartie in seinem Repertoire. 1889 gastierte er an der Covent Garden Opera in London, bevor er mit der Operntruppe des Impresarios Gardini nach Berlin kam, wo er im April desselben Jahres an der Krolloper seinen ersten Auftritt als Don Giovanni hatte. Wegen seiner großen Erfolge in Berlin nahm er dort dauerhaft seinen Wohnsitz. In der Spielzeit 1892/93 sang er an der Hamburger Oper den Don Giovanni unter der Leitung von Gustav Mahler, 1897 dieselbe Rolle an der Berliner Oper.
Von Berlin aus wirkte er weiterhin an den großen europäischen Bühnen. Ab Ende der 1890er Jahre verlief seine Karriere jedoch fast ausschließlich auf deutschen Bühnen. Im Jahr 1900 heiratete er die österreichische Sängerin Irma Noethig.

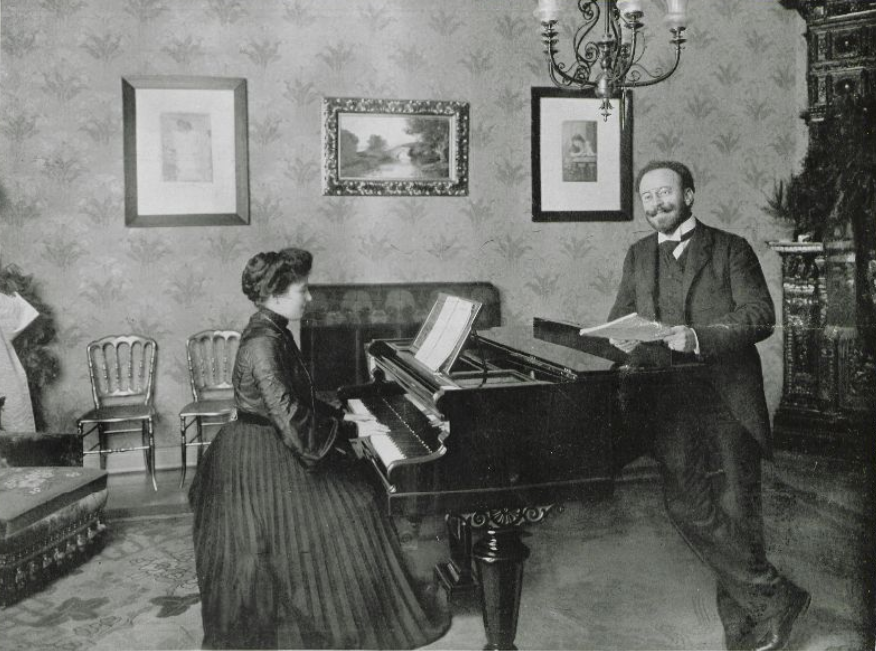
Francisco und Irma d’Andrade (Aufnahme für die Zeitschrift Berliner Leben von Zander & Labisch)

1906 sang er beim Salzburger Mozartfest den Don Giovanni an der Seite von Lilli Lehmann (Donna Anna), Johanna Gadski (Donna Elvira) und Geraldine Farrar (Zerlina). Die musikalische Leitung hatte Reynaldo Hahn, mit dem Lilli Lehmann bereits in Paris für einen konzertanten Don Giovanni zusammengearbeitet hatte. Es war Lehmanns Debüt als Opernregisseurin, d’Andrade war ihre dritte Wahl, nachdem Franz Egenieff und Maurice Renaud (1861–1933) abgesagt hatten. D’Andrade hatte damals bereits seinen Höhepunkt als Sänger überschritten, pflegte aber weiterhin seine Starallüren. Wegen der Champagnerarie kam es zu Streitereien zwischen Lehmann und Hahn einerseits und d’Andrade andererseits, der die Arie gleich dreimal in drei verschiedenen Sprachen singen wollte und sich weigerte, das Tempo von Prestissimo auf das Presto der Partitur zu senken. Bei Eintritt Portugals in den Krieg musste er Deutschland verlassen und kehrte erst 1919 nach Berlin zurück.
Sein Repertoire umfasste 56 Rollen in sechs Sprachen, darunter zahlreiche Partien aus französischen Opern. Seine größten Erfolge feierte er als Graf Almaviva in Mozarts Le Nozze di Figaro, als Rigoletto und als Don Giovanni in Mozarts gleichnamiger Oper, die zu seinen Glanzpartien zählte und die er bis zu seinem Abschied von der Opernbühne im Jahr 1919 spielte. Max Slevogt, der mit ihm eng befreundet war, porträtierte ihn mehrfach in dieser Rolle
(siehe auch Hauptartikel: Das Champagnerlied).

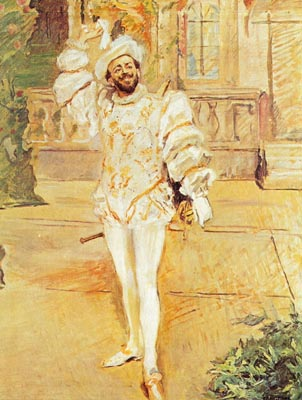
Der weiße D’Andrade, 1902
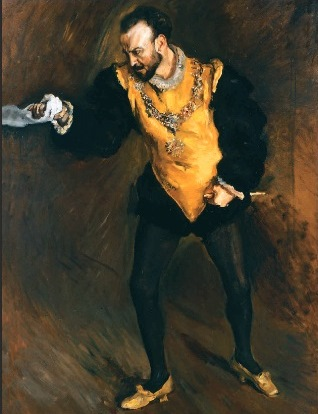
Der schwarze D’Andrade, 1903
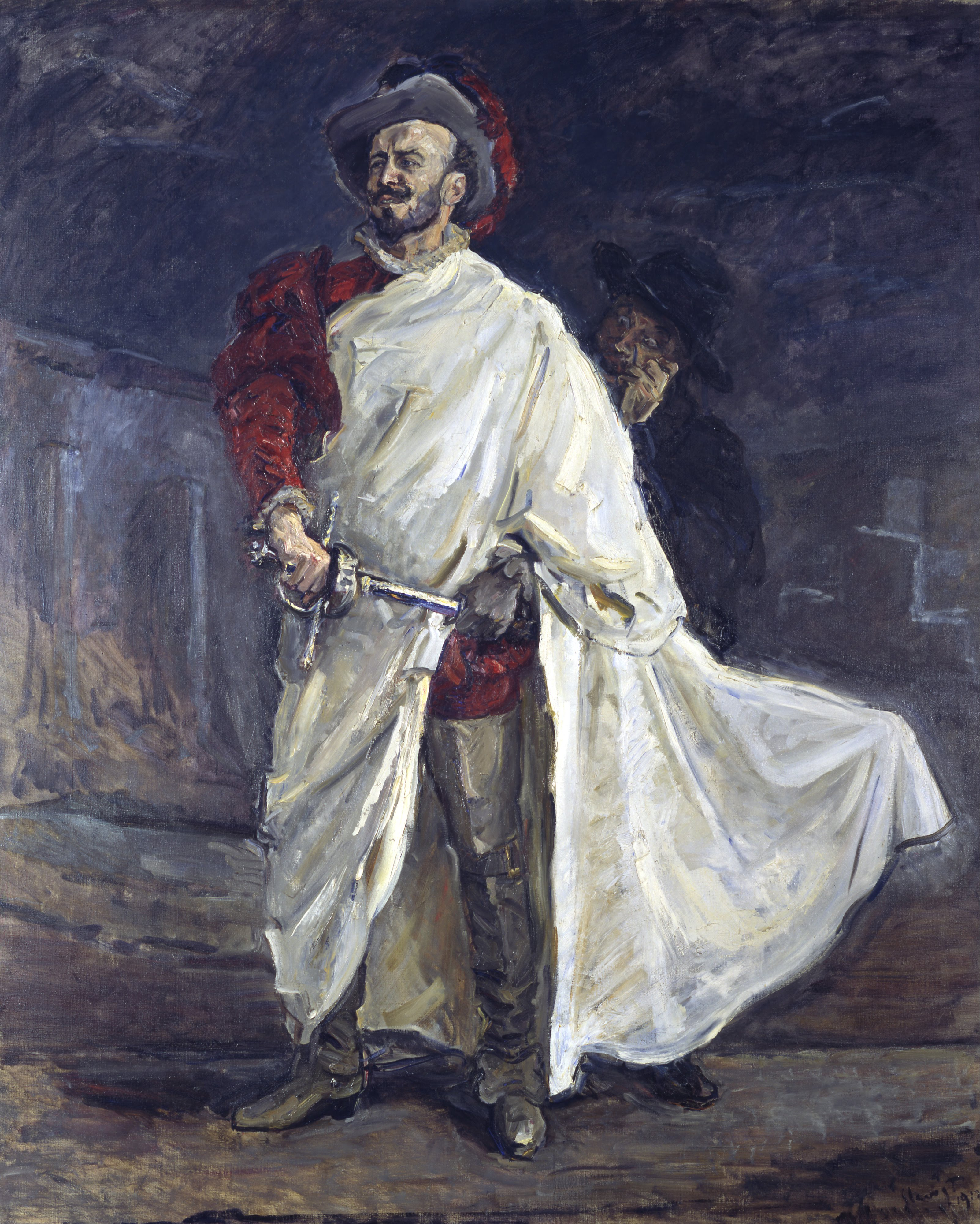
Der rote D’Andrade, 1912

Nach Beendigung seiner Opernkarriere war er weiterhin als Konzertsänger aktiv. D’Andrade verstarb an den Folgen eines Schlaganfalls am 8. Februar 1921 in Berlin. Er wurde in Lissabon in der Familiengruft bestattet.

## Tonaufnahmen
Es existieren um die zehn Aufnahmen d’Andrades auf Schallplatte, darunter auch das Champagnerlied, allerdings in einer mangelhaften Qualität. Auf der LP „Three Great Baritones“ (Rococo, No. 5204) sind fünf Aufnahmen d’Andrades versammelt:
- Don Giovanni (Mozart): Finch'han dal vino;
- La Favorita (Donizetti): Vien Leonora ;
- Carmen (Bizet): Votre toast;
- Rigoletto (Verdi): Cortigiani vil razza;
- Tannhäuser (Wagner): Wie Todesahnung.[6]

## Ehrungen
- 1894: Goldmedaille für Kunst und Wissenschaft, verliehen von Wilhelm II. von Württemberg
- Königlich bayerischer Kammersänger